# Frankrikes damjuniorlandslag i volleyboll
Belgiens damjuniorlandslag i volleyboll representerar Belgien i juniorsammanhang på damsidan i volleyboll. 

## Resultat
| Sport | volleyboll |      |
| Resultat |            |      |
| \| Kronologisk resultatlista \| Kronologisk resultatlista \| Kronologisk resultatlista \| \| ------------------------- \| ------------------------- \| ------------------------- \| \| Pos. \| Tävling \| År \| \| \| U20/U21-VM \| 1987 \| |            |      |
| Redigera uppgifter i faktarutan |            |      |
| Kronologisk resultatlista |            |      |
| Pos. | Tävling    | År   |
| | U20/U21-VM | 1987 |

| Kronologisk resultatlista | Kronologisk resultatlista | Kronologisk resultatlista |
| ------------------------- | ------------------------- | ------------------------- |
| Pos.                      | Tävling                   | År                        |
|                           | U20/U21-VM                | 1987                      |

| Sport | volleyboll |      |
| Resultat |            |      |
| \| Kronologisk resultatlista \| Kronologisk resultatlista \| Kronologisk resultatlista \| \| ------------------------- \| ------------------------- \| ------------------------- \| \| Pos. \| Tävling \| År \| \| 13 \| U19/U20-EM[1] \| 1973 \| \| 12 \| U19/U20-EM[2] \| 1975 \| \| 7 \| U19/U20-EM[3] \| 1982 \| \| 11 \| U19/U20-EM[4] \| 1984 \| \| 8 \| U19/U20-EM[5] \| 1988 \| \| 4 \| U19/U20-EM[6] \| 1992 \| \| \| U19/U20-EM \| 1994 \| \| 4 \| U19/U20-EM \| 1996 \| \| 10 \| U19/U20-EM \| 1998 \| \| 9 \| U19/U20-EM \| 2002 \| \| 7 \| U19/U20-EM \| 2006 \| \| 9 \| U19/U20-EM[7] \| 2008 \| \| 12 \| U19/U20-EM[8] \| 2012 \| \| 9 \| U19/U20-EM[9] \| 2016 \| \| 11 \| U19/U20-EM[10] \| 2018 \| \| 4 \| U19/U20-EM \| 2020 \| |            |      |
| Redigera uppgifter i faktarutan |            |      |
| Kronologisk resultatlista |            |      |
| Pos. | Tävling    | År   |
| 13 | U19/U20-EM | 1973 |
| 12 | U19/U20-EM | 1975 |
| 7 | U19/U20-EM | 1982 |
| 11 | U19/U20-EM | 1984 |
| 8 | U19/U20-EM | 1988 |
| 4 | U19/U20-EM | 1992 |
| | U19/U20-EM | 1994 |
| 4 | U19/U20-EM | 1996 |
| 10 | U19/U20-EM | 1998 |
| 9 | U19/U20-EM | 2002 |
| 7 | U19/U20-EM | 2006 |
| 9 | U19/U20-EM | 2008 |
| 12 | U19/U20-EM | 2012 |
| 9 | U19/U20-EM | 2016 |
| 11 | U19/U20-EM | 2018 |
| 4 | U19/U20-EM | 2020 |

| Kronologisk resultatlista | Kronologisk resultatlista | Kronologisk resultatlista |
| ------------------------- | ------------------------- | ------------------------- |
| Pos.                      | Tävling                   | År                        |
| 13                        | U19/U20-EM                | 1973                      |
| 12                        | U19/U20-EM                | 1975                      |
| 7                         | U19/U20-EM                | 1982                      |
| 11                        | U19/U20-EM                | 1984                      |
| 8                         | U19/U20-EM                | 1988                      |
| 4                         | U19/U20-EM                | 1992                      |
|                           | U19/U20-EM                | 1994                      |
| 4                         | U19/U20-EM                | 1996                      |
| 10                        | U19/U20-EM                | 1998                      |
| 9                         | U19/U20-EM                | 2002                      |
| 7                         | U19/U20-EM                | 2006                      |
| 9                         | U19/U20-EM                | 2008                      |
| 12                        | U19/U20-EM                | 2012                      |
| 9                         | U19/U20-EM                | 2016                      |
| 11                        | U19/U20-EM                | 2018                      |
| 4                         | U19/U20-EM                | 2020                      |

| Sport | volleyboll |      |
| Resultat |            |      |
| \| Kronologisk resultatlista \| Kronologisk resultatlista \| Kronologisk resultatlista \| \| ------------------------- \| ------------------------- \| ------------------------- \| \| Pos. \| Tävling \| År \| \| 9 \| U18/U19-VM \| 1993 \| \| 9 \| U18/U19-VM \| 1995 \| \| 8 \| U17/U18-EM[11] \| 2007 \| \| 11 \| U17/U18-EM[12] \| 2013 \| |            |      |
| Redigera uppgifter i faktarutan |            |      |
| Kronologisk resultatlista |            |      |
| Pos. | Tävling    | År   |
| 9 | U18/U19-VM | 1993 |
| 9 | U18/U19-VM | 1995 |
| 8 | U17/U18-EM | 2007 |
| 11 | U17/U18-EM | 2013 |

| Kronologisk resultatlista | Kronologisk resultatlista | Kronologisk resultatlista |
| ------------------------- | ------------------------- | ------------------------- |
| Pos.                      | Tävling                   | År                        |
| 9                         | U18/U19-VM                | 1993                      |
| 9                         | U18/U19-VM                | 1995                      |
| 8                         | U17/U18-EM                | 2007                      |
| 11                        | U17/U18-EM                | 2013                      |

| Sport | volleyboll |      |
| Resultat |            |      |
| \| Kronologisk resultatlista \| Kronologisk resultatlista \| Kronologisk resultatlista \| \| ------------------------- \| ------------------------- \| ------------------------- \| \| Pos. \| Tävling \| År \| \| 12 \| U16/U17-EM[13] \| 2023 \| |            |      |
| Redigera uppgifter i faktarutan |            |      |
| Kronologisk resultatlista |            |      |
| Pos. | Tävling    | År   |
| 12 | U16/U17-EM | 2023 |

| Kronologisk resultatlista | Kronologisk resultatlista | Kronologisk resultatlista |
| ------------------------- | ------------------------- | ------------------------- |
| Pos.                      | Tävling                   | År                        |
| 12                        | U16/U17-EM                | 2023                      |

| Webbplats | http://www.ffvb.org/ |      |
| Sport | volleyboll           |      |
| Resultat |                      |      |
| \| Kronologisk resultatlista \| Kronologisk resultatlista \| Kronologisk resultatlista \| \| ------------------------- \| ------------------------- \| ------------------------- \| \| Pos. \| Tävling \| År \| \| 8 \| U16/U17-EM[14] \| 2019 \| |                      |      |
| Redigera uppgifter i faktarutan |                      |      |
| Kronologisk resultatlista |                      |      |
| Pos. | Tävling              | År   |
| 8 | U16/U17-EM           | 2019 |

| Kronologisk resultatlista | Kronologisk resultatlista | Kronologisk resultatlista |
| ------------------------- | ------------------------- | ------------------------- |
| Pos.                      | Tävling                   | År                        |
| 8                         | U16/U17-EM                | 2019                      |